# ويلتون غراف
ويلتون غراف (بالإنجليزية: Wilton Graff)‏ هو ممثل أمريكي، ولد في 13 أغسطس 1903 في سانت لويس في الولايات المتحدة، وتوفي في 13 يناير 1969 في باسيفيك بلسيدس، لوس أنجلوس ‏ في الولايات المتحدة.

## أعمال

### أفلام
- (1947) اتفاقية الشرف
- (1947) حياة مزدوجة
- (1953) ليلي
- (1956) رغبة في الحياة

## وصلات خارجية
- ويلتون غراف على موقع IMDb (الإنجليزية)
- ويلتون غراف على موقع ألو سيني (الفرنسية)
- ويلتون غراف على موقع أول موفي (الإنجليزية)
- ويلتون غراف على موقع قاعدة بيانات برودواي على الإنترنت (الإنجليزية)
- ويلتون غراف على موقع قاعدة بيانات الأفلام السويدية (السويدية)
- ويلتون غراف على موقع إن إن دي بي (الإنجليزية)
- ويلتون غراف على موقع قاعدة بيانات الفيلم (الإنجليزية)
- ويلتون غراف على موقع كينوبويسك (الروسية)